# Sílvia Cristina Gustavo Rocha
Pour les articles homonymes, voir Rocha.
Silvia Cristina Gustavo Rocha, née le 14 mai 1982 à São Paulo, dans l'État de São Paulo au Brésil, est une joueuse brésilienne de basket-ball. Elle évolue durant sa carrière au poste d'ailière. 

## Palmarès
- Finaliste du championnat des Amériques 2005
- Championne des Amériques 2009
- Championne des Amériques 2011